# Ludmiła Wilhelmi
Ludmiła Wilhelmi (ur. ?) – polska lekkoatletka, sprinterka i wieloboistka.
Brązowa medalistka zimowych mistrzostw Polski w biegu na 80 metrów (1949).
Czwarta zawodniczka mistrzostw kraju w pięcioboju (1948).

## Rekordy życiowe
- Bieg na 60 metrów – 7,9 (1949)[1]
- Bieg na 100 metrów – 13,0 (1948)[1]
- Bieg na 200 metrów – 27,2 (1948)[1]
- pięciobój – 1879 pkt. (1948)[1]